# Козленко, Пётр Алексеевич
Пётр Алексеевич Козленко (1916—1989) — полковник Советской Армии, участник Великой Отечественной войны, Герой Советского Союза (1946).

## Биография
Пётр Козленко родился 25 мая (по новому стилю — 7 июня) 1916 года в селе Богоявленск (ныне — в черте города Николаева Николаевской области Украины). После окончания Ленинградского рыбопромышленного техникума работал техником по рыбодобыче Николаевского облрыбсоюза. В 1938 году Козленко был призван на службу в Рабоче-крестьянскую Красную Армию. В 1940 году он окончил Краснодарское военное авиационное училище штурманов. С июня 1941 года — на фронтах Великой Отечественной войны. Принимал участие в боях на Центральном, Белорусском и 1-м Белорусском фронтах.
К концу войны капитан Пётр Козленко был штурманом эскадрильи 24-го бомбардировочного авиаполка 241-й бомбардировочной авиадивизии 3-го бомбардировочного авиакорпуса 16-й воздушной армии 1-го Белорусского фронта. За время своего участия в боях он совершил 165 боевых вылетов на бомбардировку и воздушную разведку скоплений боевой техники и живой силы противника, его важных объектов.
Указом Президиума Верховного Совета СССР от 15 мая 1946 года за «мужество и героизм, проявленные в боях» капитан Пётр Козленко был удостоен высокого звания Героя Советского Союза с вручением ордена Ленина и медали «Золотая Звезда» за номером 7042.
После окончания войны Козленко продолжил службу в Советской Армии. В 1949 году он окончил Краснодарскую высшую офицерскую школу штурманов. В 1960 году в звании подполковника Козленко был уволен в запас, в 1975 году ему присвоено звание полковника запаса. Проживал в Москве. Скончался 23 марта 1989 года, похоронен на Бабушкинском кладбище Москвы (участок 24).
Был также награждён орденами Красного Знамени, Отечественной войны 1-й и 2-й степеней, Красной Звезды, рядом медалей.